# Murakeresztúr vasútállomás
Murakeresztúr vasútállomás egy Zala vármegyei vasútállomás, Murakeresztúr településen, a MÁV üzemeltetésében.
A település északi szélén helyezkedik el, a 6835-ös úttól délre, közúti elérését a 6833-as út végpontjától kiinduló 68 155-ös számú mellékút, illetve az abból kiágazó önkormányzati út (települési nevén Petőfi Sándor utca) biztosítja.
1860. április 24-én nyitották meg. Ma a vasútállomás jegypénztár nélküli, nincs jegykiadás.

## Vasútvonalak
Az állomást az alábbi vasútvonalak érintik:
- Budapest–Murakeresztúr-vasútvonal
- Kotoriba–Murakeresztúr
- Murakeresztúr–Szentlőrinc-vasútvonal

## Kapcsolódó állomások
A vasútállomáshoz az alábbi állomások vannak a legközelebb:
- Fityeház megállóhely (Budapest–Murakeresztúr-vasútvonal)
- Belezna megállóhely (Murakeresztúr–Szentlőrinc-vasútvonal)
- Kotoriba (Kotoriba–Murakeresztúr)

## Forgalom
| Járat                       | Útvonal | Gyakoriság                                    |
| --------------------------- | --- | --------------------------------------------- |
| személyvonat                | (Sopron – Sopronkövesd – Lövő – Bük – Salköveskút-Vassurány –) Szombathely – Püspökmolnári – Vasvár – Zalaszentiván (– Alsónemesapáti – Nagykapornak) – Búcsúszentlászló – Zalaszentmihály-Pacsa (– Pötréte) – Gelse – Nagykanizsa – Murakeresztúr (– Őrtilos) – Gyékényes – Berzence – Somogyudvarhely – Bélavár – Vízvár – Babócsa – Péterhida-Komlósd – Barcs – Darány – Szigetvár – Szentlőrinc – Pécs | Napi 3-5 pár                                  |
| személyvonat                | Nagykanizsa – Murakeresztúr – Őrtilos – Zákány – Gyékényes | Napi 1-2 pár                                  |
| személyvonat                | Nagykanizsa – Murakeresztúr – Őrtilos – Zákány – Gyékényes – Berzence – Somogyudvarhely – Bélavár – Vízvár – Babócsa – Péterhida-Komlósd – Barcs – Barcs felső – Középrigóc – Darány – Kisdobsza – Nemeske – Molvány – Szigetvár – Nagypeterd – Szentdénes – Szentlőrinc – Bicsérd – Mecsekalja-Cserkút – Pécs | Napi 1-2 pár                                  |
| személyvonat                | Dombóvár – Dombóvár alsó – Kapospula – Attala – Csoma-Szabadi – Nagyberki – Baté – Kaposhomok – Taszár – Kaposszentjakab – Kaposvár – Kaposújlak – Kaposmérő – Kaposfő – Kiskorpád – Jákó-Nagybajom – Kutas – Beleg – Ötvöskónyi – Somogyszob – Bolhás – Szenta – Zrínyitelep – Csurgó – Porrogszentkirály – Gyékényes – Zákány – Őrtilos – Murakeresztúr – Nagykanizsa | Nagykanizsa felé napi 3, Dombóvár felé napi 5 |
| Gradec nemzetközi InterCity | Budapest-Déli – Budapest-Kelenföld – Székesfehérvár – Lepsény – Siófok – Zamárdi – Balatonföldvár – Balatonszárszó – Balatonszemes – Balatonlelle – Balatonboglár – Fonyód – Balatonfenyves – Balatonmáriafürdő – (Balatonberény →) Balatonszentgyörgy (← Vörs ← Zalakomár ← Zalaszentjakab) – Nagykanizsa – (Murakeresztúr →) Gyékényes – Koprivnica – (Mučna Reka → Sokolovac → Lepavina → Carevdar → Vojakovački Kloštar → Majurec →) Križevci – (Repinec → Gradec →) Vrbovec – (Božjakovina →) Dugo Selo – (Sesvetski Kraljevec → Sesvete → Culinec → Trnava → Maksimir →) Zagreb Glavni kolodvor (Zágráb) | Nyáron napi 1 Zágráb felé                     |
| Pannónia InterRégió         | Szombathely (– Gyöngyöshermán – Sorkifalud – Szentléránt) – Püspökmolnári – Vasvár (– Pácsony – Győrvár – Egervár-Vasboldogasszony – Zalaszentlőrinc) – Zalaszentiván (– Búcsúszentlászló – Zalaszentmihály-Pacsa – Pötréte – Gelse) – Nagykanizsa – Murakeresztúr (– Őrtilos) – Gyékényes – Berzence (– Somogyudvarhely – Bélavár – Vízvár) – Babócsa – Barcs – Darány – Szigetvár – Szentlőrinc – Pécs | 2 óránként                                    |